# Palazzo dell'Infantado
Il Palazzo dell'Infantado è una residenza urbana voluta da Íñigo López de Mendoza, III marchese di Santillana (nipote dell'omonimo, più noto, I marchese di Santillana), nel 1480. È situata nella città di Guadalajara, nella Castiglia, in Spagna.

## Storia e Architettura
Nel 1480, il duca Íñigo López de Mendoza fece erigere, nella città di Guadalajara, un enorme palazzo nobiliare, che avrebbe dovuto costituire la residenza dei Mendoza. L'incarico di costruire il palazzo fu affidato all'architetto spagnolo Juan Guas. Lo stile architettonico usato da Guas fu il Rinascimentale, subito sostituito da forme manieristiche di derivazione classica ad opera del duca d'Infantado. Infatti, in Spagna, lo stile classico e quello rianscimentale non erano molto apprezzati e facevano fatica, anche nel 1500, ad affermarsi sullo stile moresco e sul gotico. Nell'Ottocento, i Mendoza abbandonarono il castello, oggi divenuto museo di belle arti.